# Кетрін Голл Пейдж
Кетрін Голл Пейдж (англ. Katherine Hall Page) — американська письменниця детективного жанру у піджанрі так званого «затишного детективу». Вона написала двадцять п'ять книг з головним персонажем Вірою Фейрчайлд і чотири дитячі книги «Крісті енд Компані». У період з 1990 по 2005 рік Пейдж отримала три премії Агати. У цей же період вона була номінована на дві премії Едгара та премію Мекавіті. У 2024 році Пейдж стала Великим Магістром премії Едгара. Окрім письменницької діяльності, вона працювала у сфері спеціальної освіти впродовж 1960—1980-х років.

## Біографія
Народилася 7 липня 1947 року в Нью-Джерсі. Є нащадком американок норвезького походження з боку матері та жителів Нової Англії з боку батька, виросла, слухаючи всілякі історії.
Пейдж здобула освітній ступінь бакалавра мистецтв у Коледжі Велслі в 1969 році та магістра освіти в Університеті Тафтса в 1974 році. Пізніше їй присуджено науковий ступінь доктора педагогіки у Гарвардському університеті в 1985 році.
З 1960-х по 1980-і роки Пейдж працювала з підлітками в системі спеціальної освіти, викладаючи історію та мистецтво. Вона продовжила свою освітню кар'єру консультантом у 1985 році.
У 1990 році написала першу свою книгу «Тіло в дзвіниці». Після того, як її редактор запитав, коли буде написаний наступний твір, Пейдж одразу передала для публікації другу книгу «Тіло у водоростях».
Під час написання «Тіла у фіорді» наприкінці 1990-х років Пейдж розширила свої твори до підліткових таємниць. Після публікації «Крісті та компанія» у 1996 році Пейдж додала ще три книги до цієї серії протягом решти 1990-х років. У 2019 році її серія про Фейт Фейрчайлд зросла до двадцяти п'яти книг. Окрім цієї серії, Пейдж випустила «Клуб Медс» у 2006 році.
У шлюбі багато років з професором Аланом Хайном, психологом-експериментатором з Массачусетського технологічного інституту, пара має сина. Саме під час творчої відпустки її чоловіка у Франції після народження їхнього сина Пейдж написала свій перший роман.

## Літературний стиль
Пейдж базує серію про Фейт Фейрчайлд навколо злочинця та методології злочину, плануючи своїх персонажів, діалоги та хронологію подій. Для своїх місць Пейдж об'єднала сусідні міста Бостон, штат Массачусетс, щоб створити своє вигадане місто Алефорд. Її інше вигадане місце, острів Санпере, базується на Оленячому острові, штат Мен. Починаючи з третього роману про Фейт Фейрчайлд, Пейдж використовувала своє вигадане місто Алефорд у кожному наступному романі, одночасно включаючи й інші американські та європейські місця.
У 1998 році Пейдж використала квартирну крадіжку, яку вона пережила, як основу для своєї книги «Тіло в книжковій шафі».
У своїй четвертій книзі Пейдж почала включати кулінарні рецепти, які були частиною її сюжетів. Вона також створила у 2010 році добірку рецептів зі своєї серії під назвою «Вірте у свою кухню». 

## Твори

### Серія Фейт Фейрчайлд
- The Body in the Belfry (Тіло в дзвіниці) (1990) (отримав премію Агати)
- The Body in the Kelp (Тіло у водоростях)) (1991)
- The Body in the Bouillon (Тіло в бульйоні) (1991)
- The Body in the Vestibule (Тіло у вестибюлі) (1992)
- The Body in the Cast (Тіло в акторському складі) (1993)
- The Body in the Basement (Тіло в підвалі) (1994)
- The Body in the Bog (Тіло в болоті) (1996)
- The Body in the Fjord (Тіло у фіорді) (1997)
- The Body in the Bookcase (Тіло в книжковій шафі) (1998)
- The Body in the Big Apple (Тіло у Великому Яблуку) (1999)
- The Body in the Moonlight (Тіло у місячному сяйві) (2001)
- The Body in the Lighthouse (Тіло на маяку) (2003)
- The Body in the Attic (Тіло на горищі) (2004)
- The Body in the Snowdrift (Тіло в сніговому заметі) (2005)
- The Body in the Ivy (Тіло в плющі) (2006)
- The Body in the Gallery (Тіло в галереї) (2008)
- The Body in the Sleigh (Тіло в санях) (2009)
- The Body in the Gazebo (Тіло в альтанці) (2011)
- The Body in the Boudoir (Тіло в будуарі) (2012)
- The Body in the Piazza (Тіло на площі) (2013)
- The Body in the Birches (Тіло в березах) (2015)
- The Body in the Wardrobe (Тіло в шафі) (2016)
- The Body in the Casket (Тіло в труні) (2017)
- The Body in the Wake (Тіло на хвилі) (2019)
- The Body in the Web (Тіло у павутині) (2020)
- Have Faith in Your Kitchen (Фейт на вашій кухні) (2010) — добірка рецептів із романів про Фейт Фейрчайлд з додатковою інформацією про склад цих книг та місце їжі в них.
- Small Plates: Short Fiction (Маленькі тарілки: Коротка проза) (2014)

### Серія Крісті та компанії
- Christie & Company (Крісті та компанія) (1996)
- Christie & Company: Down East (Крісті та компанія: Даун Іст) (1997)
- Christie & Company: In The Year of the Dragon (Крісті та компанія: У рік дракона) (1997)
- Christie & Company: Bon Voyage (Крісті та компанія: Щасливої подорожі) (1999)

### Інші романи
- Club Meds (Клуб медикаментів) (2006)